# كامل شناس
كامل شناس (بالبولندية: Kamil Chanas) مواليد 20 أبريل 1985 في فروتسواف، هو لاعب كرة سلة بولندي. بدأ مسيرته الاحترافية في سنة 2003. يلعب في الدوري البولندي لكرة السلة. يحمل الرقم 13. يبلغ طوله 6 قدم 2 بوصة (1.9 م).

## المسيرة الاحترافية
لعب مع تورو زغورجيلتس في موسم 2009–2010، ثم لعب مع نادي جلونا غورا لكرة السلة من سنة 2012 إلى 2015، ثم لعب مع شلوسك فروتسلاو في موسم 2015–2016.

## روابط خارجية
- كامل شناس على موقع الاتحاد الدولي لكرة السلة (الإنجليزية)
- كامل شناس على موقع الدوري الأوروبي لكرة السلة (الإنجليزية)
- كامل شناس على موقع كرة السلة الأوروبية.كوم (الإنجليزية)
- كامل شناس على موقع ريلجم (الإنجليزية)
- كامل شناس على موقع بروبوليرز (الإنجليزية)
- كامل شناس على موقع سبورتس رفرنس (الإنجليزية)